# Pawło Michonik
Pawło Petrowycz Michonik, ukr. Павло Петрович Міхонік (ur. 12 lipca 1966 w Kijowie, zm. 12 stycznia 2023) – ukraiński hokeista, działacz i trener hokejowy.

## Kariera zawodnicza
- Sokił Kijów (1985-1986)
- SzWSM Kijów (1986-1989)
- Sokił Kijów (1987-1989)
- Dunaferr SE (1996-1999)

## Kariera trenerska
Był menedżerem drużyny przy reprezentacji Ukrainy podczas turniejów mistrzostw świata juniorów do lat 18 edycji 2010, 2011, 2012, 2013, mistrzostw świata juniorów do lat 20 edycji 2012. W reprezentacji seniorskiej był trenerem i asystentem w sztabie na turniejach mistrzostw świata edcji 2016, 2017, 2018.
Od 2016 do 2019 był trenerem bramkarz w zespole HK Krzemieńczuk.

## Sukcesy
Zawodnicze klubowe
- Złoty medal mistrzostw Węgier: 1990 z Lehel HC, 1998 z Dunaferr SE
- Srebrny medal mistrzostw Węgier: 1997, 1999

Trenerskie klubowe
- Srebrny medal mistrzostw Ukrainy: 2017, 2018 z HK Krzemieńczuk
- Brązowy medal mistrzostw Ukrainy: 2019 z HK Krzemieńczuk